# 弘川寺
弘川寺（ひろかわでら）は、大阪府南河内郡河南町弘川にある真言宗醍醐派の準別格本山の寺院。山号は竜池山。本尊は薬師如来。大阪府指定記念物（史跡）、大阪みどりの百選に選定されている。西行法師終焉の地である。

## 歴史
天智天皇4年（665年）、役小角によって創建されたと伝えられ、天武天皇5年（676年）にはこの寺で祈雨法が修せられて天武天皇から山寺号が与えられたという。
平安時代の弘仁3年（812年）空海によって中興され、文治4年（1188年）には空寂が後鳥羽天皇の病気平癒を祈願し、天皇は回復した。その功によって奥の院として善成寺を建て寺号の勅額を賜わった。
翌、文治5年（1189年）には空寂を慕って西行法師がこの寺を訪れ、この地で没している。
寛正4年（1463年）、河内守護畠山政長が当寺に本陣を置いて畠山義就が立て籠もる嶽山城を攻めたところ（嶽山城の戦い）、逆に本陣である当寺を攻撃されて善成寺もろとも伽藍は焼失した。その後復興し、江戸時代に入り寛延年間（1747年 - 1750年）歌僧似雲がこの寺を訪れ、西行堂を建立している。

## 境内
- 本堂
- 大師堂
- 護摩堂
- 鐘楼
- 鎮守堂 - 祭神：八所権現
- 西行堂
- 西行墳 - 西行の墓。
- 似雲墳 - 似雲の墓。
- 本坊
  - 客殿
  - 庫裏
  - 庭園
  - 海棠（大阪府指定天然記念物）
  - 西行記念館

## 文化財

### 重要美術品
- 正親町天皇宸翰古歌御懐紙

### 大阪府指定有形文化財
- 木造空寂上人坐像
- 木造弘法大師坐像
- 木造扁額

### 大阪府指定史跡
- 弘川寺境内

### 大阪府指定天然記念物
- 弘川寺の海棠 - 樹齢350年。

## 前後の札所
西国薬師四十九霊場
12 禅林寺　-　13 施福寺　-　14 野中寺
河内飛鳥古寺霊場
12 瀧谷不動明王寺　-　13 施福寺　-　14 高貴寺
役行者霊蹟札所
河内飛鳥七福神（大黒天）

## 交通
- 近鉄長野線富田林駅から4市町村コミバス[3]で「河内（弘川寺）」行で終点下車、約200m。